# Neoregelia zaslawskyi
Neoregelia zaslawskyi är en gräsväxtart som beskrevs av Edmundo Pereira och Elton Martinez Carvalho Leme. Neoregelia zaslawskyi ingår i släktet Neoregelia och familjen Bromeliaceae. Inga underarter finns listade i Catalogue of Life.